# Selección de rugby playa de Colombia
La selección de rugby playa de Colombia es el representativo de dicho país en las competencias internacionales oficiales de rugby desarrolladas en playa.
Su debut en las competencias oficiales en la disciplina fue en el torneo de los Juegos Bolivarianos 2016.

## Plantel

### Juegos Suramericanos 2023
| Colombia Playa masculino       |
| ------------------------------ |
| Alejandro Guisao Mena          |
| Alex Arrieta                   |
| Andres Camilo Tellez Hernandez |
| Camilo Mosquera                |
| Jader Quiñones                 |
| Jhojan Alexander Ortiz Arango  |
| Juan Agudelo                   |
| Juan Camilo Romero Hernandez   |
| Luis Miguel Giraldo Giraldo    |
| Neider Enrique Garcia Garcia   |

## Participación en copas

### Juegos Suramericanos
- Punta del Este y Montevideo 2009: No participó
- Manta 2011: No participó
- La Guaira 2014: No participó
- Rosario 2019: No participó
- Santa Marta 2023: 2º puesto

### Juegos Centroamericanos y del Caribe de Playa
- Santa Marta 2022: Campeón Copa Amistad Internacional [1]

### Juegos Bolivarianos de Playa
- Lima 2012: No participó
- Huanchaco 2014: No participó
- Iquique 2016: 4º puesto